# Brutal Obscenity
Brutal Obscenity was een Nederlandse crossover/thrashmetal-band uit Haarlem. De band werd opgericht op 5 mei 1987 en gaf tot 9 april 1994 optredens.

## Geschiedenis

### Het begin
Na een optreden van Claw Boys Claw op bevrijdingspop in Haarlem waren Kees Klomp (ex-Dipsticks) en Ernst van Baak (Citadel, ex-Dipsticks) samen met Ben Humpig en Stein de oefenruimte ingegaan, alwaar ze besloten samen een band op te richten. Dit werd Brutal Obscenity. Na een paar keer kwam Danny Vlaspoel (ex-Hammerhawk, Laundromat, La Grange) erbij als tweede gitarist. Zomer 1987 verlieten Danny en Stein de band om Crank Adult op te richten en later Egghead. Louis Melger en Fred van Hensbergen kwamen bij de band als hun vervangers. 
Vlak voor het tweede optreden verliet Van Hensbergen de band en Stijn de Jong viel voor hem in. De Jong (ex-World War Rockers, ex-Indirekt) speelde tevens samen met Van Baak in de sixtiesgaragerockband Citadel.

### Demo's en eerste album
In 1988 werd gestart met de langste en stabielste formatie door Emiel Hannink op drums toe te voegen. Ze toerden met Silenxce, Donor, Pestilence en Courage. Op 25 en 26 juni 1988 werd hun eerste demo, Sorry boys and girls... but we don't have an image!, opgenomen in de Vuurland Studio te Utrecht. In 1989 keerden ze hiernaar terug om hun tweede demo te gaan opnemen. Echter vlak ervoor kregen ze een platencontract aangeboden door Engelse platenlabel CMFT (o.a. Xyster). De tweede demo werd derhalve hun debuutalbum: It's Because of The Birds And The Flowers....
Ze krijgen een hoop nationale en internationale aandacht van muziekbladen (Aardschok, Muziekkrant OOR en Metal Forces), radio (Vara's Vuurwerk) en televisie (Firma Onrust).
Brutal Obscenity speelde als voorprogramma van Hades, Metal Church, Midas Touch, Gorilla Biscuits, Murphy's Law, Poison Idea en Excel. Er werd getoerd met Jewel (herfst 1989) en Disabuse (voorjaar 1990).

### Nieuw album en zangerloos
In april 1990 werd het tweede album, Dream Out Loud!, opgenomen in de Banana Studio's te Haarlem. Hierna ging de band in de zomer verder op tournee naar Italië, Spanje en Portugal samen met Disabuse. Klomp besloot echter te band te verlaten wegens het uitstel van Dream Out Loud!. Reden van uitstel bleek uiteindelijk het failliet gaan van CMFT. Op 28 september 1990 was het afscheidsoptreden van Klomp in een uitverkocht Patronaat te Haarlem. Opnamen van dit optreden werden naar fans gestuurd die een formulier hadden ingevuld bij het optreden. Eind 1990 was de band derhalve zangerloos, en nog steeds geen tweede album.

### Nieuwe zangers
Via Jelle Bakker, gitarist van Donor, Frozen Sun en Within Temptation, kwam Brutal Obscenity aan hun nieuwe zanger: Pascal Griffioen, nu beter bekend als Def P van de Nederhop formatie Osdorp Posse. Men begon aan nieuwe nummers en optreden. Maar na een paar maanden bleek het toch niet te werken en verliet Def P de band.
Het duurde niet lang voordat er zich een vervanger aandeed: Esther R, een hardcore/metal-dj van Tivoli te Utrecht. Zij werd de nieuwe zangeres. Ondertussen was ook platenmaatschappij Semaphore geïnteresseerd in het uitbrengen van de nieuwe cd. Zo gebeurde het dat Dream Out Loud! uiteindelijk in 1991 toch werd uitgebracht en de band weer op volle sterkte kon gaan toeren.
juni 1991 werd Louis vervangen door Arjan (ex-Deadfeller). In 1992 werd op verzoek van Semaphore in de Beaufort Studio's een nieuwe demo opgenomen voor de derde lp/cd. Semaphore Duitsland gaf echter geen akkoord voor een derde lp/cd. De opnamen werden later wel als cassette verkocht tijdens optredens.

### Het eind
In de zomer van 1993 vond de laatste bezettingswisseling plaats. Drummer Hannink werd vervangen door Emile Parrera. Parrera kwam net als Arjan uit de metalformatie Deadfeller. Van Baak had in 1991 een tijdje Deadfeller geholpen als bassist tijdens optredens.
Eind 1993 ging de band samen met Disturbing Forsights op tournee door Denemarken, Duitsland en Tsjechië. Begin 1994 werd besloten om een derde lp/cd op te nemen en in eigen beheer uit te gaan brengen. Voordat de opnamen konden beginnen, verliet Esther R. de band. Onderweg naar het afscheidsoptreden van haar in de Vrije Vloer te Utrecht besloot de band na het optreden er helemaal mee te stoppen.
De leden van de band hebben later wel hun carrière voortgezet bij andere muziekformaties:
- Danny Vlaspoel - La Grange, Laundromat
- Stein - Ploing
- Ernst van Baak - Nee-He
- Ben Humpig - Skytah
- Esther R. - Possible Suspect
- Arjan - AWOL

Op 27 november 2009 ontmoetten na vijftien jaar vier leden van de laatste bezetting elkaar weer bij het vijftienjarig jubileum van Possible Suspect. Alleen Parrera ontbrak.

## Bandleden

### Bekendste bezetting
- Kees Klomp (zang)
- Ben Humpig (gitaar)
- Louis Melger (gitaar)
- Ernst van Baak (basgitaar)
- Emiel Hannink (drums)

### Andere bandleden
- Pascal Griffioen (zang)
- Esther R. (zang)
- Danny Vlaspoel (gitaar)
- Arjan (gitaar)
- Stein (drums)
- Fred van Hensbergen (drums)
- Stijn de Jong (drums)
- Emile Parrera (drums)

## Discografie

### Albums
- 1989 - It's because of the Birds and the Flowers
- 1991 - Dream Out Loud

### Ep
- 1990 - Demo Series

### Cassettes (officieel)
- 1990 - Nobody's Perfect (Live)
- 1990 - Live at the Patronaat

### Demo's
- 1988 - Sorry boys and girls... but we don´t have an image!
- 1992 - Brutal Obscenity